# Azoverbinding

Een typische azoverbinding, 4-hydroxyphenylazobenzeen

Methyloranje

Azoverbindingen hebben als algemene formule de vorm R-N=N-R'. Hierin zijn R en R' hetzij aromatisch of alifatisch. Azobenzeen is een voorbeeld van een aromatische azoverbinding.
De naam azo is afkomstig van azote, een oude naam voor stikstof. De groep R-N=N-R wordt een azogroep genoemd. Hierin staat N voor het element stikstof. De uiteinden R en R' kunnen allerlei samenstellingen hebben, bijvoorbeeld aromatisch. Deze uiteinden helpen om de N=N groep te stabiliseren.
Vele azoverbindingen zijn gekleurd omdat ze een deel van zichtbaar licht absorberen, en een ander deel, met een kleur, reflecteren. Dit verschijnsel wordt veroorzaakt door de delokalisatie van de elektronen in uiteinden. De azogroepen vormen een geconjugeerd systeem.

## Toepassingen
Aromatische azoverbindingen zijn meestal stabiel en hebben levendige kleuren zoals rood, oranje en geel. Maar ook groene, blauwe en violette azokleurstoffen zijn bekend. Ze worden daarom veel gebruikt in pigmenten voor verfstoffen, die dan ook azoverf genoemd worden. In azopigmenten is een azoverbinding vermengd met fijne kleideeltjes.
Alifatische azoverbindingen zijn enigszins instabiel en kunnen zelfs exploderen. Onder invloed van hoge temperatuur komen de radicalen R vrij tegelijk met stikstofgas. Daarom worden deze stoffen gebruikt als leveranciers van radicalen. Azobisisobutyronitril (AIBN) wordt bijvoorbeeld veel gebruikt in industriële processen en laboratoria.
Een belangrijke eigenschap van azokleurstoffen is dat ze dichroïsme vertonen. Dit betekent dat gepolariseerd licht met verschillende invalshoeken door de azokleurstof verschillend wordt geabsorbeerd. Dit betekent dat onder gepolariseerd licht onder verschillende invalshoeken de kleurstof heel sterk of helemaal niet absorbeert. Azokleurstoffen worden daarom ook veel in polarisatoren gebruikt.

## Synthese
Aromatische azoverbindingen kunnen gemaakt worden door een "azo-koppeling" van aromatische ringen met diazoniumzouten. Omdat deze zouten uiteenvallen bij temperaturen hoger dan 5 °C vindt deze reactie plaats in een koude omgeving. In een zure oplossing van natriumnitriet ontstaat het nitrosylkation, dat als elektrofiel wordt aangevallen door een vrij elektronenpaar van een aminogroep. Hierbij ontstaat uiteindelijk het corresponderende diazonium-kation. Het diazonium-kation is ook een elektrofiel, dat dan kan worden aangevallen door een geactiveerde aromatische ring. De azoverbinding wordt dus gevormd door elektrofiele aromatische substitutie.
De oxidatie van hydrazines (R-NH-NH-R') levert ook een azoverbinding.
Azobenzeen is een symmetrische azoverbinding en kan op een andere manier gemaakt worden, namelijk door de reductie en koppeling van nitrobenzeen in een basisch milieu in aanwezigheid van zinkpoeder. Het rendement is hoger dan bij traditionele azo-koppeling, omdat de moleculen nitrobenzeen direct worden gereduceerd tot nitrosobenzeen en fenylhydroxylamine. Deze koppelen vervolgens aan elkaar tot azo-oxybenzeen, waarna onder afsplitsing van O2− diazobenzeen gevormd wordt. De reactie verloopt echter traag en levert redelijk lage opbrengsten. Een betere synthese-methode is de koppeling van benzeendiazonium aan benzeen, wat een erg hoge opbrengst zou moeten geven omdat de reactie erg gemakkelijk verloopt.

## Azokleurstoffen in levensmiddelen en cosmetica
Azokleurstoffen die in levensmiddelen worden toegepast staan hieronder vermeld. De E-nummers verwijzen naar toegestane en sommige inmiddels verboden additieven in de Europese Unie.
- Amarant (E123)
- Allura rood AC (E129)
- Azorubine (E122)
- Bruin FK (E154) - mengsel van 6 azokleurstoffen)
- Bruin HT (E155)
- Briljantzwart BN (E151)
- Cochenillerood A (E124 - synthetische variant van de echte cochenille)
- Geel 2G (E107)
- Geeloranje S (E110)
- Litholrubine BK (E180)
- Rood 2G (E128)
- Tartrazine (E102)

Volgens de INCI (International Nomenclature of Cosmetic Ingredients) zijn de volgende cosmetische kleuren azokleurstoffen:
CI 11680 geel, CI 11710 geel, CI 11725 oranje, CI 11920 oranje, CI 12010 bruin, CI 12085 rood, CI 12120 rood, CI 12150 rood, CI 12370 rood, CI 12420 rood, CI 12480 bruin, CI 12490 rood, CI 12700 geel, CI 13015 geel, CI 14270 geel, CI 14700 geelrood, CI 14720 rood, CI 14815 rood, CI 15510 oranje,CI 15525 rood, CI 15580 rood, CI 15620 rood, CI 15630 rood, CI 15800 rood, CI 15850 rood, CI 15865 rood, CI 15880 rood, CI 15980 geeloranje, CI 15985 geeloranje, CI 16035 rood, CI 16185 rood, CI 16230 oranje, CI 16255 rood, CI 16290 rood, CI 17200 blauwrood, CI 18050 rood, CI 18130 rood, CI 18690 geel, CI 18736 rood, CI 18820 geel, CI 18965 geel, CI 19140 geel, CI 20040 geel, CI 20170 geel, CI 20470 diepblauw, CI 21100 geel, CI 21108 geel, CI 21230 geel, CI 24790 rood, CI 26100 rood, CI 27290 rood, CI 27755 blauwzwart, CI 28440 blauwviolet, CI 40215 oranje